# Kristabel Doebel-Hickok
Kristabel (Krista) Doebel-Hickok (Marina del Rey, 28 april 1989) is een Amerikaanse wielrenster. Zij rijdt vanaf 2014 voor diverse Amerikaanse ploegen: Team Tibco, Cylance, Rally UHC, EF Education-TIBCO-SVB en vanaf 2024 voor Human Powered Health.

## Biografie
Doebel-Hickok werd in 1989 geboren in Marina del Rey (Californië) en ze ging naar de Vanderbilt University, waar ze in 2011 afstudeerde op economie. Aanvankelijk deed ze aan hardlopen en ze verbrak het schoolrecord op de 10.000 meter. Door hamstringsblessures kon ze niet verder gaan met langeafstandslopen. Na haar afstuderen kocht ze haar eerste renfiets en in februari 2012 reed ze haar eerste koers, waar ze tweede werd in een sprint bergop.
Op 12 juli 2015 won Doebel-Hickok de vijfde etappe van de Tsjechische rittenkoers Tour de Feminin - O cenu Českého Švýcarska en op 5 september won ze de vijfde etappe van de Franse Tour de l'Ardèche met aankomst op de Mont Lozère. In september 2020 werd ze derde in de Waalse Klimsterstrofee. In mei 2021 won Doebel-Hickok het bergklassement van de Spaanse etappekoers Setmana Ciclista Valenciana.
In april 2022 won ze de eerste etappe en de derde etappe, een tijdrit, van de Amerikaanse Ronde van de Gila, waarmee ze het bergklassement wist te winnen en tweede werd in het eindklassement. In augustus won ze met haar team EF Education-TIBCO-SVB de ploegentijdrit en erna ook de twee volgende etappes van de Tour des Pyrénées, waarmee ze zowel het eind-, punten- als het bergklassement wist te winnen.

## Palmares

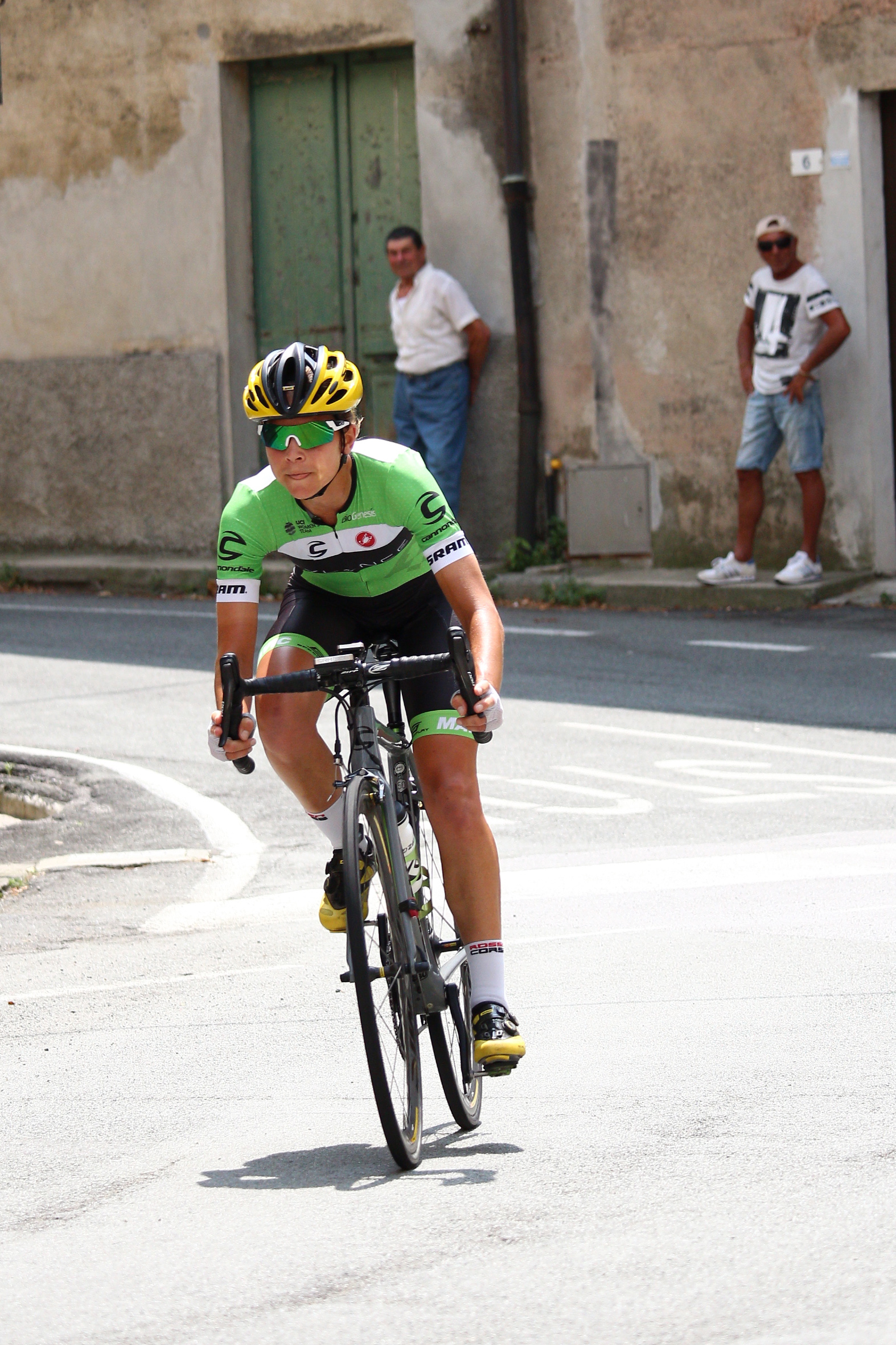
Doebel-Hickok in de Giro Rosa 2016.

2015
5e etappe Tour de Feminin - O cenu Českého Švýcarska
5e etappe Tour de l'Ardèche
2021
Bergklassement Setmana Ciclista Valenciana
2022
Bergklassement Ronde van de Gila
1e en 3e etappe Ronde van de Gila
Eind-, punten- en bergklassement Ronde van de Pyreneeën
Etappe 1A (TTT), 1B en 2 Tour des Pyrénées

### Uitslagen in voornaamste wedstrijden
| Jaar | Amstel Gold Race | Luik-Bast.‑Luik | Trofeo Alfredo Binda | Waalse Pijl | Classic Lorient Agglomération |  | WK op de weg |
| ---- | ---------------- | --------------- | -------------------- | ----------- | ----------------------------- |  | ------------ |
| 2015 |                  |                 |                      |             | 27e                           |  |              |
| 2016 |                  |                 |                      | 54e         |                               |  |              |
| 2017 |                  |                 |                      |             | 49e                           |  |              |
| 2018 | opgave           | 24e             | 68e                  | 48e         |                               |  |              |
| 2019 |                  |                 |                      |             | 22e                           |  |              |
| 2020 |                  |                 |                      |             |                               |  | 29e          |
| 2021 |                  | 66e             |                      | 14e         |                               |  |              |
| 2022 | 27e              |                 | 40e                  | 8e          | 44e                           |  |              |
| 2023 | 79e              | opgave          |                      | 75e         | 91e                           |  |              |

## Ploegen

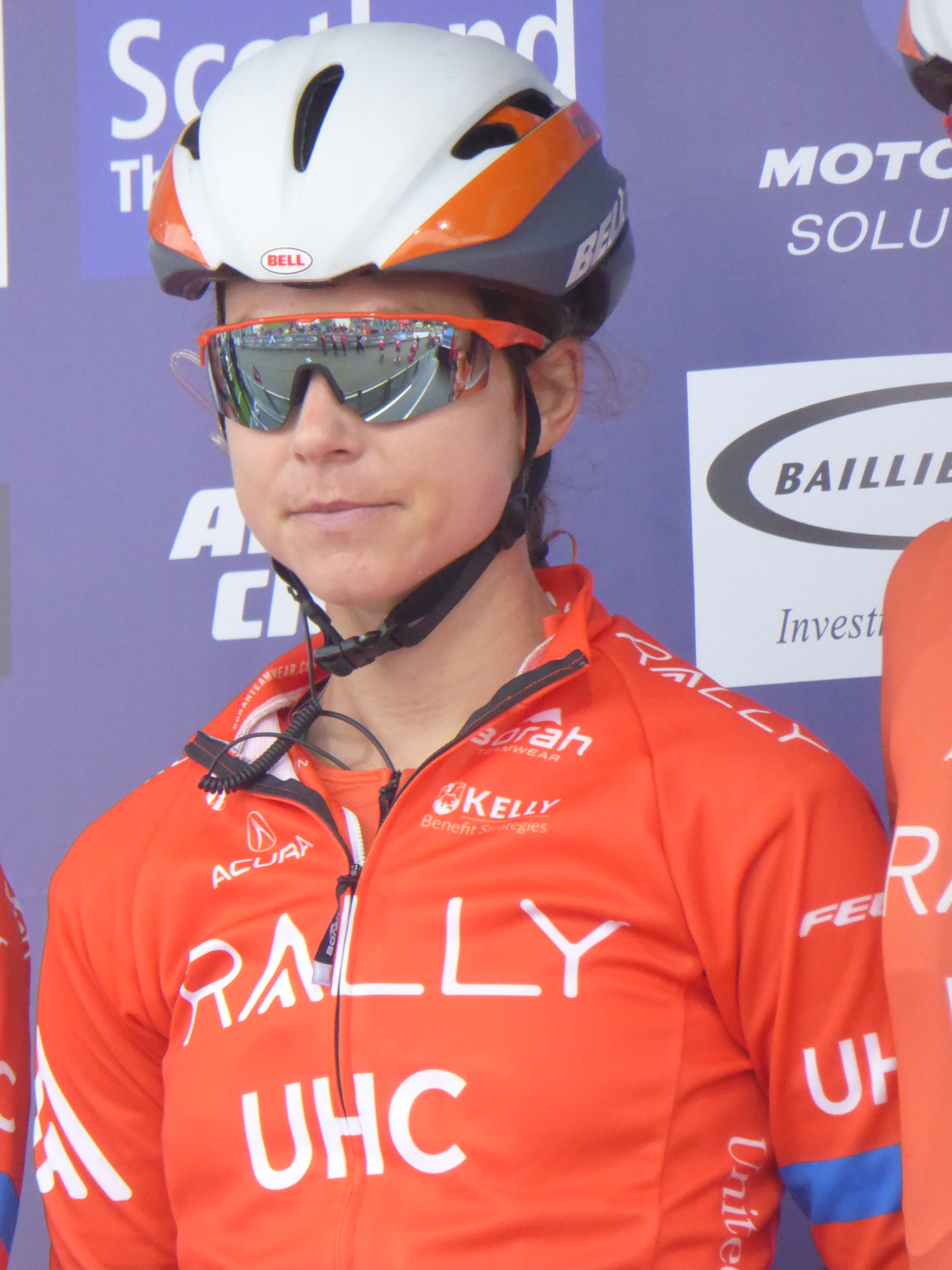
Doebel-Hickok met Rally UHC in 2019.

- 2015 –  Team TIBCO - To The Top
- 2015 –  Team TIBCO - SVB
- 2016 –  Cylance Pro Cycling
- 2017 –  Cylance Pro Cycling
- 2018 –  Cylance Pro Cycling
- 2019 –  Rally UHC
- 2020 –  Rally Cycling
- 2021 –  Rally Cycling
- 2022 –  EF Education-TIBCO-SVB
- 2023 –  EF Education-TIBCO-SVB
- 2024 –  Human Powered Health

Barbieri · Bertine · Doebel-Hickok · Gutiérrez · Olds · Ratto · Scandolara · Schweizer · Small · Tetrick · Zaveta
Barbieri · Doebel-Hickok · Gutiérrez · Jasińska · Keough · King · Knol · Numainville · Ratto · Tagliaferro · Tetrick · Wild · Zaveta
Breck · Bronzini · Doebel-Hickok · Erić · Gutiérrez · Keough · Ratto · Shapira · Stephens · Tagliaferro
Bäckstedt (vanaf 1/8) · Banks · Borghesi · Erath · Doebel-Hickok · Ewers · Hammes · Honsinger · Langley · Newsom · Poidevin · Shapira · Smith · Stephens · Vallieres
Bäckstedt (tot 31/8) · Banks · Beuling (vanaf 20/4) · Borghesi · Doebel-Hickok · Ewers · Hammes · Honsinger · Jackson · Langley · Poidevin · Shapira · Smith · Stephens · Vallieres · Williams
Birjoekova · Borghesi (vanaf 2/7) · Christie · Cordon-Ragot · Doebel-Hickok · Edwards · Grossetête · Kasper · Malcotti · D. Pikulik · W. Pikulik · Raaijmakers · Ragusa · Williams · Wood · Zanardi · Zanetti